# Austrogramme decipiens
Austrogramme decipiens là một loài dương xỉ trong họ Pteridaceae. Loài này được Hennipman mô tả khoa học đầu tiên.
Danh pháp khoa học của loài này chưa được làm sáng tỏ. 